# Félixa Wart-Blondiau
Félixa Blondiau, de son nom d'épouse Félixa Wart-Blondiau, née à Haine-Saint-Paul (Belgique, province de Hainaut) le 14 janvier 1875 et morte à Jolimont le 6 août 1959, est une auteure belge, conférencière et artiste de tendance socialiste. Elle écrivait et interprétait ses œuvres en français et en wallon de la région du Centre.

## Biographie
Felixa Augustine Blondiau, née à Haine-Saint-Paul le 14 janvier 1875, est la fille de Victor Blondiau, négociant, et de Clémence Dumont. Elle était mariée à François Wart, directeur de la société coopérative de Jolimont Le Progrès.
Fille du peuple, elle commence à travailler au sortir de l'école primaire et s'instruit grâce aux cahiers de ses amies qui ont la chance de continuer des études supérieures. Elle tient avec sa sœur un magasin populaire à Jolimont et suit des cours pour devenir couturière.
Dotée d'une excellente mémoire, elle déclame son premier poème à l'âge de 7 ans et monte sur les planches pour déclamer, chanter et interpréter des pièces de circonstance lors de distributions de prix. À 14 ans, elle est engagée sur la scène du cercle dramatique Le Progrès à la Maison du Peuple de Jolimont. À 23 ans, elle fait partie de la troupe du Théâtre wallon du Centre. Elle interprète ainsi de petites pièces, chansons et poèmes en français et en wallon. Elle rencontre un grand succès sur les planches grâce à un prodigieux instinct et une magistrale inspiration des choses du théâtre. En 1904, elle crée et dirige à Jolimont la société de jeunes filles socialistes ouvrières, La Plébéienne, où elle forme de jeunes artistes au chant et à la déclammation. 
Elle s'engage également comme propagandiste et conférencière dans le mouvement socialiste y voulant promouvoir le rôle de la femme. 
Ayant commencé à écrire des poésies en français et en wallon à partir de 1910, elle obtient un 1er prix au concours d'Art et de Littérature wallonne pour son monologue en patois wallon de la région du Centre Bouquets d'Pensées.
Pendant la Première Guerre mondiale, elle s'occupe de diverses œuvres sociales en faveur des nourrissons, des orphelins, des enfants et des déportés.
Après la Première Guerre mondiale, elle est déléguée à la Protection de l'enfance auprès du juge des enfants et secrétaire du comité local de la Croix-Rouge de Belgique. 
Dans les années 1920, elle commence à écrire des pièces de théâtre et dirige la troupe théâtrale de la société coopérative Le Progrès. Ses œuvres rencontrent le succès dans la région du Centre et de Charleroi. Dans les années 1930, elle est vice-présidente de l'œuvre du soutien aux enfants des chômeurs. 
Elle décède à Jolimont le 6 août 1959.

## Style artistique
Ses œuvres théâtrales et littéraires livrent des tableaux de la vie ouvrière de l'époque en véritable connaisseuse « de l'âme humaine de Wallonie » : le travail, les travailleurs, la nature, l'amour (Gaston Hoyaux).
Elle écrivait ses textes alternativement en français et en wallon. Elle est pendant longtemps la seule auteure patoisante de la région du Centre.

## Sélection d'œuvres
- Madelon, comédie dramatique d'actualité en cinq actes, 1920.
- Le Pardon, piécette en un acte, 1921.
- Florisa, 1921.
- Lison-Lisette, pièce dramatique, 1921.
- L'Pourcha (en wallon).
- D'Jean eye Djenne (en wallon).
- Mouchon d'Aunias, 1954.

## Hommages et distinctions
En 1963, une plaque commémorative est apposée sur la maison de l'écrivain à Jolimont.
Les distinctions suivantes lui ont été attribuées :
- Premier prix au concours d'Art et de Littérature wallonne ;
- Chevalier de l'ordre de Léopold ;
- Palmes d'or de l'ordre de la Couronne ;
- Médaille de la Croix-Rouge de Belgique ;
- Médaille de la Reine Elisabeth.